# Kalachi, Kazakhstan
Kalachi (tiếng Kazakh: Кaлaчи cũng được Latinh hóa thành Kalachevskiy) là một làng quê thuộc huyện Esil, tỉnh Akmola (tỉnh). Trong năm 2014, gần một phần năm số người dân được tường thuật mắc phải một "hội chứng buồn ngủ". Vào tháng 1 năm 2015, theo tường thuật hơn một nửa dân làng đang dự định di chuyển tới nơi khác ở. Sau đó người ta đã khám phá ra rằng mật độ cacbon monoxide gia tăng từ một hầm mỏ bỏ hoang gần đó làm cho nồng độ oxy trong thị trấn giảm xuống là nguyên nhân của chứng bệnh này.